# 六曹
六曹是中國唐朝之後、越南古代六個地方官署，以及中國隋朝、朝鮮的朝鮮王朝古代六個中央官署的統稱。

## 地方六曹
與中央的六部相應，唐代地方州政府設有六曹，即功曹、戶曹、士曹、兵曹、法曹和倉曹，負責長官各稱參軍，如功曹參軍、倉曹參軍，合稱六曹參軍。

## 中央六曹

### 隋朝
隋代初年設五省六曹制，五省為內史省、門下省、尚書省、秘書省和內侍省。秘書省掌書籍曆法；內侍省為宮廷之宦官機關，兩省較少涉及國家政務，實際的中樞機關為內史、門下、尚書三省。尚書省下設吏部、度支、禮部、兵部、都官、工部六曹。後來度支曹改稱戶部；都官曹那稱刑部；六曹也改稱六部。名為五省六部制。

### 朝鮮王朝
朝鮮王朝中央官制為一府六曹，一府為議政府，六曹為吏曹、禮曹、兵曹、工曹、刑曹、戶曹。

### 越南后黎朝
越南中兴黎朝时期，郑氏王府的政府机构中设有兵番、户番、水师番。永盛十四年（1718年），改设吏番、户番、礼番、兵番、刑番、工番，号称“六番”，分辖左中宫、右中宫、东宫、西宫、南宫、北宫，号称“六宫”。黎末，昭统帝掌权后，废黜六番，权归六部。
六番的长官为“知番”（知侍内书写某番），由文武官员担任。内臣与文属充任“副佥”。属吏各六十人。